# Concours international de piano Franz-Liszt

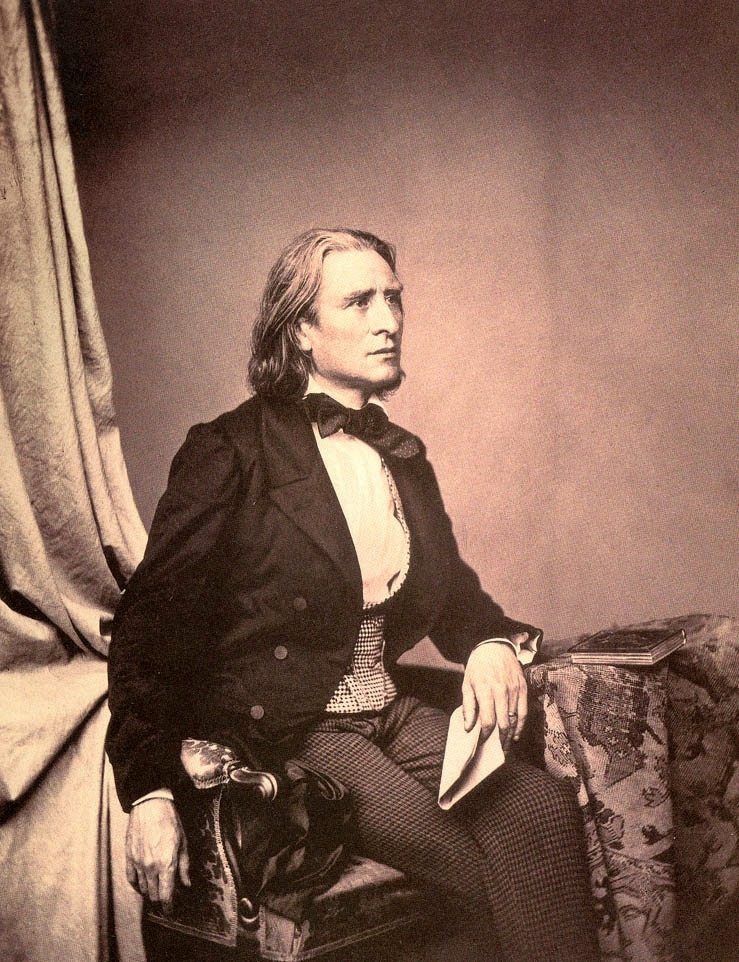
Compositeur et pianiste Franz Liszt

Le Concours international de piano Franz-Liszt  (en néerlandais, Internationaal Franz Liszt Pianoconcours), est un des principaux concours internationaux de piano.
Le Concours a lieu tous les trois ans dans la ville d'Utrecht, aux Pays-Bas. La première édition a eu lieu en 1986, cent ans après la mort de Franz Liszt. Ce concours de piano a été bien reçu dès le début tant par le public que par la presse spécialisée.

## Lauréats (premiers prix)
- Martyn van den Hoek (1986)
- Enrico Pace (1989)
- Sergey Pashkevich (1992)
- Igor Roma (1996)
- Masaru Okada (1999) (Yundi Li a obtenu le 3e prix)
- Jean Dubé (2002)
- Yingdi Sun (2005)
- Vitaly Pisarenko (2008)
- Masataka Goto (2011)
- Mariam Batsashvili (2014)
- Alexander Ullman (2017)
- Yukine Kuroki (2022)